# Super League (Australie)
Pour les articles homonymes, voir Super League.
La Super League était une organisation australienne de rugby à XIII qui a administré une compétition professionnelle durant une saison en 1997. La Super League australienne, à l'instar de son homologue européenne (Super League), était la propriété de News Limited. Son apparition est la conséquence de la bataille pour les droits TV du rugby à XIII australien qui a échappé à ces derniers, au profit des chaines de télévision de Kerry Packer. De ce fait, le propriétaire de News Limited, Rupert Murdoch décida de fonder son propre championnat à coups de millions de dollars pour acheter les meilleures équipes et les meilleurs joueurs. Après deux ans de combat judiciaire, les deux fédérations rivales qu'étaient la Super League et l'Australian Rugby League, décidèrent de fusionner en 1998 et de créer un nouveau championnat unifié, la National Rugby League.

## Les compétitions de la Super League

### La Telstra Cup
La Telstra Cup était une compétition opposant les 10 équipes de la Super League, dont la seule édition fut remporté par les Brisbane Broncos en 1997.
Les équipes engagées
- Adelaide Rams
- Auckland Warriors
- Brisbane Broncos
- Canberra Raiders
- Canterbury Bulldogs
- Cronulla-Sutherland Sharks
- Hunter Mariners
- North Queensland Cowboys
- Perth Reds
- Penrith Panthers

### Les Tri-Series
Les Tri-Series étaient une compétition mettant aux prises les équipes de Nouvelle-Galles du Sud, du Queensland et de Nouvelle-Zélande dont la seule édition fut remportée par la Nouvelle-Galles du Sud aux dépens du Queensland (23-22 au point en or, après prolongation). Elle était censée s'inspirer du State of Origin disputé par les joueurs de l'Australian Rugby League.

### Les matchs internationaux
Une sélection des meilleurs joueurs australiens a disputé cinq matches en 1997 : deux contre la Nouvelle-Zélande (une victoire, une défaite) et trois contre la Grande-Bretagne (deux victoires, une défaite) lors d'une tournée. Contrairement aux Britanniques et aux Néo-Zélandais, les Australiens ne considèrent pas ces rencontres comme des test-matchs à part entière.

### World Club Challenge
Cette compétition mettait aux prises les 10 équipes de la Super League à des clubs européens et les 12 clubs de la Super League anglaise. Après une phase de poules (2 poules australasiennes, deux poules européennes), les meilleurs se sont retrouvés pour des matches à élimination directe à partir des quarts de finale. Les quatre équipes australiennes battirent les quatre équipes anglaises à ce stade (trois victoires de 24, 38 et 44 points, seul Wigan ne s'inclinant que de 4 points contre les Hunter Mariners). Les Brisbane Broncos eurent raison des Hunter Mariners en finale à Auckland (36-12). 

### World Nines
Cette compétition mit aux prises des équipes de neuf joueurs. Elle connut deux éditions en 1996 et 1997, remportées par la Nouvelle-Zélande. À l'occasion de la première, la vidéo fut utilisée pour la toute première fois. 

## L'héritage de la Super League
Les dirigeants de la Super League avaient décidé de faire de leur sport un spectacle rentable et avaient instauré un certain nombre de nouveautés. Parmi elles : 
- Les finales en nocturne. Les finales de l'ARL se disputaient l'après-midi. Les audiences télévisées sont meilleures, mais beaucoup de gens regrettent la fête qui précédait et suivait la finale d'octobre, sans compter que le coup d'envoi a lieu très tard en Nouvelle-Zélande.
- L'arbitrage vidéo : employé d'abord dans la compétition à neuf (voir World Nines ci-dessus), l'arbitrage vidéo a fait son entrée dans la NRL dès sa première saison en 1998.
- Changements de règles : règle du tenu zéro après une récupération de balle perdue par l'adversaire; règle du 40/20 : si un joueur tape au pied derrière la ligne marquant les 40 mètres dans son camp et que le ballon sort en touche de manière indirecte à l'intérieur des 20 mètres adverses, son équipe se voit octroyer une mêlée à la hauteur du point de sortie du ballon (voir Rugby à XIII#Règles spécifiques). Règle conservée par la NRL.